# Hippolyte Fizeau
Armand Hippolyte Louis Fizeau (París, 23 de setembre, 1819 - Venteuil, 18 de setembre del 1896), físic francès famós per les seves investigacions sobre la llum.

## Investigació
Els seus primers treballs van estar dedicats a millorar els processos fotogràfics. Juntament amb Léon Foucault, va investigar els fenòmens d'interferència de la llum i de transmissió de calor. El 1848, va descobrir independentment de Christian Andreas Doppler l'efecte Doppler per a les ones electromagnètiques. A França, es coneix aquest efecte com a efecte Doppler-Fizeau. El 1849, va publicar resultats de mesures de la velocitat de la llum utilitzant un instrument dissenyat per ell i Foucault. Aquesta va ser la primera vegada que s'obtenia una mesura directa de la velocitat de la llum. El 1850, en col·laboració amb E. Gounelle, va poder mesurar la velocitat de propagació de l'electricitat. El 1853, va descriure un mètode per augmentar l'eficiència de les inductàncies en un circuit elèctric utilitzant condensadors. Posteriorment, va estudiar l'expansió tèrmica dels sòlids i va utilitzar un mètode d'interferències per a mesurar la dilatació de materials cristal·lins.
El 1868, va suggerir utilitzar un mètode interferomètric per a mesurar els diàmetres estel·lars. Un mètode que va ser posat en pràctica, encara que sense èxit a causa de les limitacions tècniques de l'època, per l'astrònom Édouard Jean Marie Stephan (1837-1923).
Fizeau va morir a Venteuil el 18 de setembre del 1896. El 1860, va entrar a formar part de l'Acadèmia Francesa i, el 1878, del Bureau des Longitudes, dos dels grans reconeixements per part de la comunitat científica francesa.
La primera mesura satisfactòria de la rapidesa de la llum la va realitzar l'any 1849, en la qual va emprar una roda dentada que girava ràpidament i disposada de manera que la llum d'un focus després de reflectir-se en un mirall semitransparent, passava a través d'un dels buits de la roda i es reflectia a continuació en un mirall, i fent girar la roda a la velocitat adequada aconseguia que la llum reflectida passés a través del forat següent de la roda.